# Italdisc
Italdisc — итальянский звукозаписывающий лейбл, активный с 1956 по 1972 годы.

## История
Лейбл Italdisc был основан в 1956 году Давидом Маталой, который работал в лейбле CGD ответственным за выпуск продукции на международном рынке, и Марио Леви, который занимался дистрибуцией продукции лейблов CGD, Fonit, Parlophon и Vis Radio в США.
Параллельно Матала основал лейбл Broadway, специализировавшийся в основном на записях кавер-версий международных хитов. Именно на этом лейбле впервые выпустилась Мина под псевдонимом Baby Gate. Помимо прочих, на лейбле записывались брат Мины Джеронимо, Маттео Сальваторе, Рената Мауро, Рики Джанко, Бруно Винтурини, Роберто Веккьони, Анна Феррари

## Каталог
Основная статья: Список релизов лейла Italdisc  (итал.)